# Plestiodon barbouri
Plestiodon barbouri är en ödleart som beskrevs av  Van Denburgh 1912. Plestiodon barbouri ingår i släktet Plestiodon och familjen skinkar. Inga underarter finns listade i Catalogue of Life.